# 封回
封 回（ほう かい、452年 - 528年）は、北魏の官僚・政治家。もとの名は叔念。本貫は渤海郡蓨県。封琳の弟。

## 経歴
封鑒の子として生まれた。懐州刺史の封磨奴（封懿の子の封勗の子、宦官）の養子。皇興初年、中書学生となった。富城子の爵位を嗣ぎ、太子家令に累進した。宣武帝が即位すると、封回は行華州事とされた。華州で中散大夫の党智孫を鞭打ち、尚書左丞の韋纘の糾弾を受けて、免職された。まもなく鎮遠将軍・安州刺史として復活した。安州の少数民族たちは風俗が純朴で、父子と旅の者が同室で就寝していたが、封回が赴任すると、かれらを別室にさせてその風俗を改めさせた。召還されて太尉長史となり、行定州事・行徐州事として出された。後将軍・汾州刺史となった。
孝明帝の初年、涼州刺史に転じ、右将軍の位を加えられたが、固辞して受けなかった。そこで平北将軍・瀛州刺史となった。大乗の乱の後、水害により民衆が苦しんでいたため、封回は上表して救恤を請い、兵役と調を免じさせた。また度支尚書となった。まもなく都官尚書・冀州大中正に転じた。
霊太后が臨朝称制すると、封回は七兵尚書に転じ、御史中尉を兼ねた。尚書右僕射の元欽が伯父の妻の崔氏と姦通したため、封回はこれを弾劾して名を高めた。鎮東将軍・冀州刺史に任じられた。
孝明帝の末年、召還されて殿中尚書に任じられたが、数度上表して辞退し、右光禄大夫となった。528年、河陰の変により殺害された。享年は77。侍中・車騎大将軍・司空公・定州刺史の位を追贈された。諡は孝宣といった。

## 人物・逸話
- 滎陽の鄭雲が長秋卿劉騰に賄賂を送って、安州刺史の任をえた。鄭雲が封回のもとを訪れ、安州統治のコツを訊ねると、封回が「商売人になったことがないので、教えることはできません」と答えたため、鄭雲は恥じ入った。
- 霊太后が臨朝すると、百官を召し出して統治の方策を訊ねた。封回は「むかし孔子が司寇となると、10日して少正卯を処刑し、魯国は粛然として詐欺行為がなくなりました。周公旦は兄弟さえ遠慮せずに討伐し、周は興隆しました。徐偃王は仁義の行いをもっぱらにして、その国を滅ぼしました。いにしえから今にいたるまで、刑罰を用いずしてうまく統治できた者はいません。近頃官吏が怠けて民衆から侵奪し、反乱者が多数蜂起しています。刑罰を厳しくして、犯罪を根絶させるようお願いします」と答えた。霊太后は肯いたが、採用することはできなかった。

## 子女
- 封隆之
- 封興之（字は祖冑、瀛冀二州平北府長史）
- 封延之

## 伝記資料
- 『魏書』巻三十二・列伝第二十
- 『北史』巻二十四・列伝第十二